# Lo siento BB
Lo siento BB è un singolo del produttore discografico portoricano Tainy, del rapper portoricano Bad Bunny e della cantante messicana Julieta Venegas, pubblicato il 5 ottobre 2021 come primo estratto dal secondo album in studio di Tainy Data.

## Promozione
Il pezzo è stato eseguito in occasione degli American Music Awards il 21 novembre 2021.

## Video musicale
Il video musicale, diretto da Stillz, è stato reso disponibile in concomitanza con l'uscita del brano.

## Tracce
Testi e musiche di Marcos Masís, Benito Martínez Ocasio e Julieta Venegas Percevault.
1. Lo siento BB – 3:27

## Formazione
- Tainy – produzione
- Bad Bunny – voce
- Julieta Venegas – voce
- Colin Leonard – mastering
- Josh Gudwin – missaggio
- La Paciencia – registrazione

## Classifiche

### Classifiche settimanali
| Classifica (2021-22)  | Posizione massima |
| --------------------- | ----------------- |
| Argentina             | 39                |
| Bolivia               | 4                 |
| Cile                  | 6                 |
| Colombia              | 1                 |
| Costa Rica            | 2                 |
| Ecuador               | 3                 |
| Messico               | 1                 |
| Panama                | 1                 |
| Paraguay              | 1                 |
| Perù                  | 1                 |
| Portogallo            | 91                |
| Repubblica Dominicana | 2                 |
| Spagna                | 5                 |
| Stati Uniti           | 51                |
| Svizzera              | 74                |

### Classifiche di fine anno
| Classifica (2022) | Posizione |
| ----------------- | --------- |
| Paraguay          | 7         |